# Mardefeld (Adelsgeschlecht)

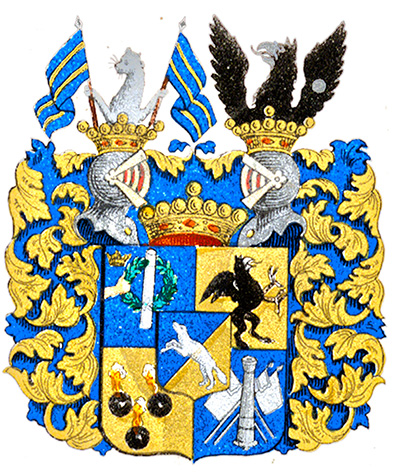
Wappen der Freiherren von Mardefeld (1677)

Mardefeld (schwedisch Marderfelt) ist der Names eines schwedischen Adelsgeschlechts mit deutschen Wurzeln, das in Pommern und Bayern bestand.

## Geschichte
Stammeltern der Familie sind der aus Deutschland nach Stockholm eingewanderte Handwerker Johann von Maesberg († 1657) und Katharina, geb. Gese. Beider Sohn, Conrad von Maesberg (um 1610–1688) trat 1628 in die schwedische Armee ein und avancierte ebendort bis zum Feldmarschall. Als solcher wurde er, nachdem er bereits am 20. Januar 1646 als von Mardefeld in den schwedischen Adelsstand erhoben wurde, am 9. Juni 1677 von König Karl XI. von Schweden in den schwedischen Freiherrenstand nobilitiert und 1678 bei der Freiherrenklasse der schwedischen Ritterschaft (Nr. 73) introduziert. Sein Sohn, Gustav von Mardefeld (1664–1729), preußischer wirklicher Geheimer Etats und Kriegsminister, erhielt am 15. Dezember 1715 von König Friedrich I. von Preußen die Anerkennung des Freiherrenstandes. Die Freiherren von Mardefeld besaßen in Pommern umfangreichen Gutsbesitz. Dazu zählten im Landkreis Demmin: Müssentin (1707), Pensin (1688–1721), Plötz (1701), Rützenfelde (1734), Quitzerow (1720) und Vanselow (1654–1670) sowie im Kreis Greifenberg: Dargislaff (1734).
Carl Wilhelm Axel von Mardefeld (1728–1792), wurde 1742 Page an den Hof der Markgräfin Friederike Louise nach Ansbach und avancierte bis 1781 zum markgräflich Ansbacher Geheimen Rat, Oberamtmann, Oberstallmeister und Ober-Parforce-Jägermeister. Seinen Familie bewohnte das Ansbacher Palais Mardefeld, war weiterhin bis 1822 zu Triesdorf und Weidenbach begütert. Sein Sohn, der bayerische Kammerherr und Stallmeister, Wilhelm Johann von Mardefeld (1761–1821) wurde am 27. November 1812 bei der Freiherrenklasse der Bayerischen Ritterschaft immatrikuliert. Die Ansbacher Linie hatte bis 1863 für eine weitere Generation bestand.

## Wappen
Blasonierung des Redenden Wappens: Geviert mit Herzschild von Gold und Blau schräglinks geteilt, darin ein naturfarbener (oder silberner) aufspringender Marder (= redendes Wappen). Feld 1 in Blau ein goldener mit grünem Lorbeerkranz umwundener Marschallstab, gehalten von einem blau-gekleideten Arm mit silbernem Aufschlag, aus dem linken Schildrand hervorgehend, darüber eine goldene Krone; Feld 2 in Gold ein schwarzer nach außen gekehrter Greif; Feld 3 in Gold drei (2:1) schwarze brennende Granaten; Feld 3 in Blau ein goldenes (oder silbernes) senkrecht stehendes Kanonenrohr auf je zwei gekreuzten Fahnen oder Standarten, sämtlich von Blau und Gold gestreift. Zwei gekrönte Helme: I. mit blau-goldenen Helmdecken ein wachsender silberner Marder, in jedem Vorderfuß eine blaue Standarte mit zwei goldenen Querbalken haltend; II. mit blau-goldenen Decken ein wachsender schwarzer Greif mit ausgebreiteten Flügeln, der hintere mit einer der Granaten belegt.

## Angehörige
1. Conrad Mardefelt († 1688), schwedischer Feldmarschall, Gouverneur in Bremen, Vizegouverneur in Wismar und Schwedisch Pommern, Herr auf Prietzier und Vanselow; ⚭I 1640 Lucia Catharina Theophili (1624–1658); ⚭II Augusta Eleonora von der Lancken († nach 1693)
  1. (exI) Christina Maria (* 1641); ⚭ 1664 Andreas Dubslav von Blixen (1642–1688), schwedischer Oberstleutnant[7]
  2. (exI) Leonard (1642–1710), schwedischer Oberstleutnant, Herr auf Pensin und Quitzerow; ⚭ Margareta von Zeuner († 1726)
    1. (?) Margareta (1683–1759); ⚭ 1702 Friedrich Wilhelm von Borcke (1680–1743), preußischer Generalmajor
    2. Carl von Mardefeld (1684–1761), hessischer Generalmajor; ⚭ Charlotte Elisabeth von Zeuner († 1770)
      1. Carl Wilhelm Axel (1728–1792), Geheimer Rat, Oberamtmann, Oberstallmeister und Ober-Parforce-Jägermeister in Ansbach
        1. Caroline (1759–1784); ⚭ 1783 Carl Christian Wilhelm Philipp Freiherr von Falkenhausen (1760–1835), preußischer wirklicher Geheimer Rat und Oberlandesgerichtspräsident

      2. Friderica Charlotte († nach 1769); ⚭ 1755 August Carl von der Malsburg (1705–1766), hessischer Generalleutnant

  3. (exI) Conrad Antonius († nach 1690), schwedischer Oberst, Herr auf Pensin und Quitzerow
    1. Sofia († 1757); ⚭ 1706 Martin Klinckow (1650–1717), schwedischer Regierungsrat

  4. (exI) Philip Christoffer, schwedischer bzw. niederländischer Oberstleutnant, hessischer Geheimer Rat und Oberkämmerer, Herr auf Normestorp in Slaka, Östergötlands län; ⚭ 1683 Magdalena Ekeblad (1665–1705)
    1. Maria Magdalena († nach 1735), Gouvernante von Elisabeth Katharina Christine Herzogin zu Mecklenburg-Schwerin; ⚭ Carl Johann Aderkas († 1708 in der Schlacht bei Oudenaarde), schwedischer bzw. holstein-gottorfscher Oberst[8]
    2. Hedwig Charlotte († 1766); ⚭ Friedrich Wilhelm von Danckelmann (1682–1746), preußischer Staatsminister

  5. (exI) Arvid Axel Mardefelt (1655–1708), schwedischer Infanteriegeneral; ⚭ Catharina von Wedemann († nach 1715)
    1. Axel von Mardefeld (1691–1748), preußischer Gesandter in Russland und Kabinettsminister; ⚭ 1712 Marie Elisabeth von Stryska (1688–1717)
    2. Anna Catharina († nach 1753); ⚭ 1722 Bernd Ludwig von Sydow (1680–1744), schwedischer Oberstleutnant[9]
    3. Carl († nach 1753), Oberster Kammerherr des Erbprinzen Karl Peter Ulrich von Schleswig-Holstein-Gottorf, Gesandter in England, russischer Oberstmarschall; ⚭ N.N. Gripenwaldt

  6. (exI) Johan Didrik, kaiserlicher Oberstleutnant und Stallmeister
    1. Catharina († 1726); ⚭ 1694 Erik Hansson Rosensabel (1665–1731), Stadtbürgermeister in Göteborg

  7. (exII) August Philip Marderfelt (1660–1732), schwedischer Generalmajor
  8. (exII) Sophie Hedwig (1662–1733); ⚭I 1678 Heinrich Hallard genannt Elliot (1620–1681), kurbrandenburgischer General; ⚭II Moritz Friedrich von Schwerin (1652–1686), kurbrandenburgischer Oberst; ⚭III Lorenz Georg von Krockow (1638–1702), kurbrandenburgischer Legationsrat; ⚭IV Johann Georg von Tettau (1650–1713), preußischer Generalleutnant
  9. (exII) Gustav von Mardefeld (1664–1729), preußischer Politiker und Diplomat; ⚭ 1698 Dorothea Catharina von Viereck
    1. Sophia Elisabeth (1704–1728); ⚭ Franz Andreas von Borcke (1693–1766), preußischer Generalleutnant